# 939 Isberga
A 939 Isberga (ideiglenes jelöléssel 1920 HR) a Naprendszer kisbolygóövében található aszteroida. Karl Wilhelm Reinmuth fedezte fel 1920. október 4-én, Heidelbergben.